# أندرو تايلور
أندرو تايلور (بالإنجليزية: Andrew Taylor)، من مواليد 1 أغسطس 1986 في هارتلبول في إنجلترا، لاعب كرة قدم إنجليزي.
بدأ مسيرته الكروية مع نادي ميدلزبره في عام 2004، وفي موسم 2005/2006 أعير إلى نادي برادفورد سيتي، ولعب معهم 24 مباراة.لاعب ظهير ايسر

## روابط خارجية
- أندرو تايلور على موقع قاعدة بيانات كرة القدم.إي يو (الإنجليزية)
- أندرو تايلور على موقع Soccerbase.com (لاعب) (الإنجليزية)
- أندرو تايلور على موقع Soccerway.com (الإنجليزية)
- أندرو تايلور على موقع عالم كرة القدم.نت (الإنجليزية)
- أندرو تايلور على موقع كووورة
- أندرو تايلور على موقع AS.com (الإسبانية)